# Puértolas
Puértolas è un comune spagnolo di 214 abitanti situato nella comunità autonoma dell'Aragona.
Fa parte della comarca del Sobrarbe.